# ワチュワナドゥ
ワチュワナドゥは、東村プロダクションに所属する日本の女性お笑いコンビ。
2008年10月結成。かつてはザ・アンモナイトというコンビ名でホリプロに所属していたが、2011年11月に一度解散。2016年6月に再結成し、現在はメンバーそれぞれの育児・介護の合間にライブ出演できる日を選んで活動するというスタンスを取っている。

## メンバー
- あだち（1977年4月14日（47歳）- ）
本名：安達 しほり（あだち しほり）。
東京都出身。桐朋女子高等学校、慶應義塾大学卒業。
スクールJCA7期生出身。かつてはプロダクション人力舎に所属。人力舎時代には「東方女子」「白くま」「有馬皐月と安達しほり」という女性コンビで活動。
ホリプロ移籍後は女性コンビ「ひるやすみ」、ピン芸人「安達あられ」として活動。また、一時期チェリー☆パイ（現在は解散）のみほとコンビを組んで活動していた事もあり、よしこさんと組むまでの間に10組ほどのコンビ活動歴がある。
ザ・アンモナイト結成後は、本名である「安達しほり」名義で活動していた。

- よしこさん（1980年10月12日（44歳）- ）
本名：廣瀬 佳子（ひろせ よしこ）。
東京都出身。横浜市立戸塚高等学校、青二塾卒業。
2000年頃から各劇団の役者として活動、2006年3月にお笑い芸人としてデビュー。

## 来歴

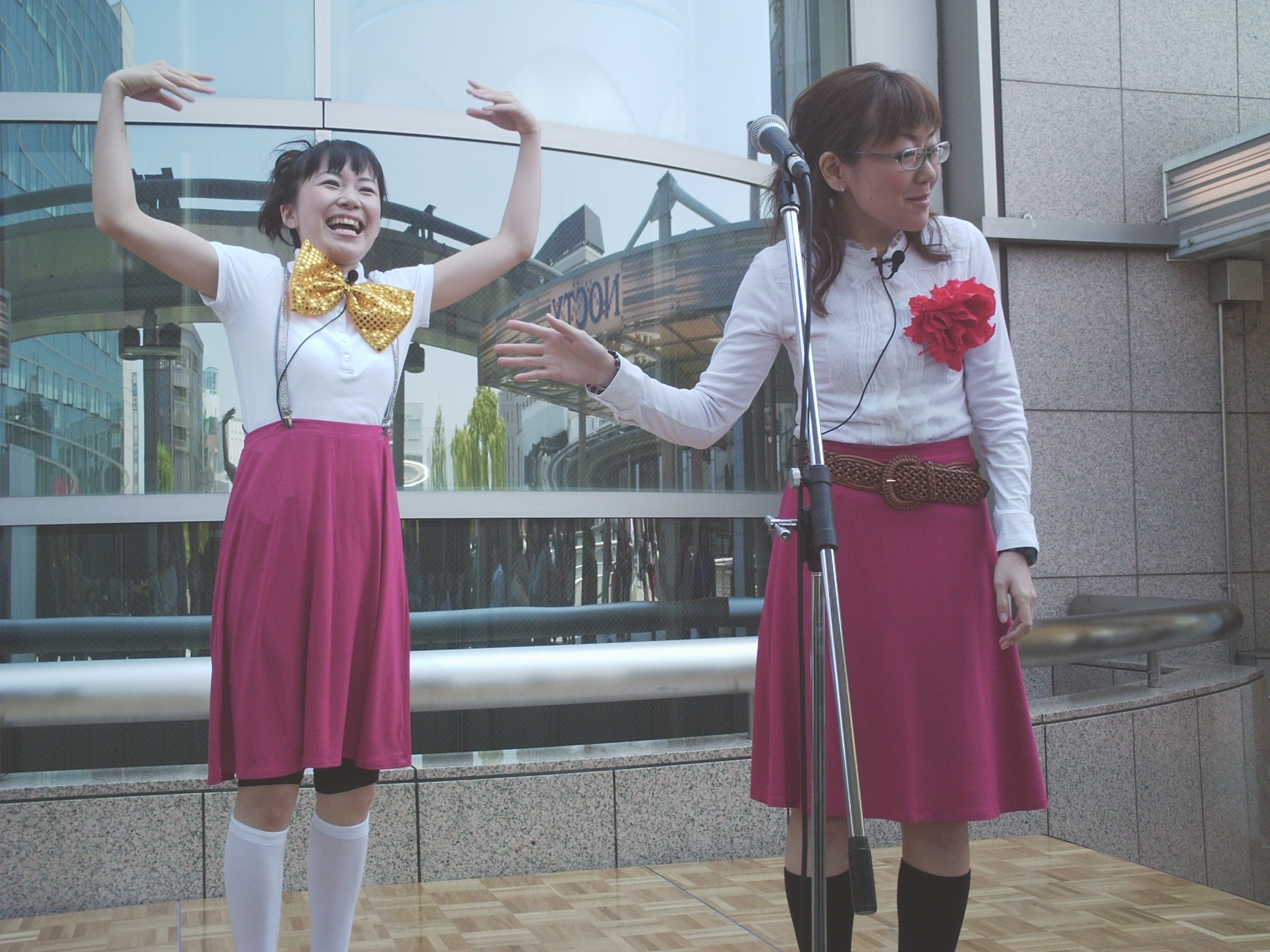
ホリプロ所属の「ザ・アンモナイト」時代。左からよしこさん、あだち。2009年9月

2008年10月、共にピン芸人として活動していた安達しほり（旧名・安達女史）とよしこさんにより結成。同月に行われM-1グランプリ1回戦に出場、2回戦まで進出。その後も「ホリプロお笑いジェンヌライブ」など各ライブなどにコンビで出演。なお、よしこさんは結成後しばらくはピン芸人としての出演もあった。
2010年のキングオブコントでは準決勝進出。2011年4月10日に、初の単独ライブ『明日に向かってハイキック』（東京・新宿バイタス）を行った。
2011年11月末に解散。この4年7か月後の2016年6月に再結成して活動を再開（）。再開後は安達は母を介護、よしこさんは育児をしながら活動をしている。再結成当初はフリーで活動していたが、2018年5月に公式Twitterで東村プロダクション所属となった事を発表。
2018年11月18日開催の『東村プロライブ 秋の陣』にて、コンビ名を「ザ・アンモナイト」から「ワチュワナドゥ」に改名した事を発表した。このコンビ名の名付け親は、東村アキコである。

## 芸風
結成した時の最初の定番ネタには「考えていること全部丸見え」がテーマのものがあり、これにおいてはまずよしこさんがネタの振りとなる一人コントをまず演じ、そこに安達が「はいその魂胆（考え）丸見え～!」と言ってツッコミを入れるパターンとなっていたが、その後よしこさんも同様の台詞を入れたツッコミ合いを見せたこともあった。ネタの合間には『パンツ丸見え体操』（あのねのね）が元となっている歌を歌っていた。下はフリル付きのスカートで、その下は白の提灯ブルマーで、歌と一緒に花の付いている尻の方をめくり、ネタの終わりでは「完」の字の付いた前の方をめくって締めていた。なおR-1ぐらんぷり2009においては、よしこさんがこれらのネタの流れを一人で演じていた。
その後には、様々な言葉・用語について安達が全く違う解釈をしてよしこさんがツッコむパターンのネタ、よしこさんがテンションを上げての一発ギャグなどがあった。この時も衣装はスカート姿が多かった。
下述の「アコララーダコント」を始める前は、最初のあいさつに「発掘して下さい! ザ・アンモナイトです」というものがあった。
他のコントのネタには「路上勧誘」「ゴーストできた」など。
2017年の女芸人No.1決定戦 THE Wでは、よしこさんのの子どもと一緒に舞台に上がり、3人で「子連れSP」のコントを演じた。このネタが出来たきっかけは、よしこさんの自宅でネタの稽古をしていた時に子供をおんぶしたままでギャグやボケネタなどを演じていたのが面白かったからで、このままのスタイルで演じることとなった。なお、ライブ出演当日に子供を預かる所が見つからなかった場合は、子供と一緒に3人で出演することがあるという。2019年のM-1グランプリにも『ワチュワナドゥ＋one』として3人で出場した。

### 「アコララーダ」コント
2009年中期頃より、ベネズエラのテレノベラ（メロドラマ）の『ディアナ〜 禁断の罠』（アコララーダ）を元にしたコントを開始。よしこさんがディアナ、安達がシャロンの役で演じている。このネタを事務所のライブで初めて演じた時に、これを見に来ていた『ぐるぐるナインティナイン』のスタッフから声がかかって『おもしろ荘へいらっしゃい!』出演につながり、この番組でこれを演じていた。その後、ザ・アンモナイトの定番ネタの一つとなっている。
このネタが出来たきっかけは、元々二人とも海外ドラマ好きということもあり、『アグリー・ベティ』を見ていた時に父親役が見ていたドラマが気になり、調べてみたところ、それが『ディアナ〜』で、実際にサイトにアップされていた映像を視て「これは使えそう」と思った、ということである（なお、最初はこのネタを『とんねるずのみなさんのおかげでした』（フジテレビ）の「博士と助手〜細かすぎて伝わらないモノマネ選手権〜」のオーディションで披露するつもりで作ったという）。そして、「アント〜ニオ」という決め台詞の役はよしこさんである。
その後、『ディアナ〜』日本語版の“宣伝大使”にも選ばれ、テレビ東京の昼の時間帯などに流れる同作のCMで本人たちが出演している。なお、この時に着ている派手な衣装については、最初は「うざいアラサー」というネタをしようと自前で7990円で購入したが、事務所のネタ見せで「つまらない」と言われ、その後このアコララーダのネタをやる時に「この衣装が使えそうだ」と思い、そのまま衣装を転用したという。また、2009年の「M-1グランプリ」においては、これを漫才調にアレンジしたネタを披露（3回戦まで進出）、2010年のR-1ぐらんぷりでもよしこさんが一人でこのネタを披露した（3回戦まで進出）。
2011年に入ってからは、アコララーダコントを応用する形で、タイ王国のドラマ『キャビンアテンダント物語〜天使のラブ・ウォーズ』を元にしたコント（よしこさんがリン、安達がノイの役など）を演じている。

## 出演

### テレビ
バラエティ
- オンバト+（NHK総合）戦績0勝1敗 最高317KB
- ぐるぐるナインティナイン（日本テレビ） - 『おもしろ荘へいらっしゃい!』、2009年8月20日、2009年12月10日
- A×A ダブルエー（テレビ東京） - 2009年11月2日、11月3日、11月4日各日深夜
- 爆笑レッドカーペット ヤングライオン杯決勝大会（フジテレビ）-2010年9月25日、キャッチコピーは「ラテン、愛の劇場」
- 女芸人の頂点は!?「THE W」決勝進出者決定!大女子会SP（日本テレビ）- 2017年12月2日

ドラマ
- 働くゴン!（日本テレビ）- 二人とも出演。安達は「インタビューされる主婦」役、よしこさんは「保育園の保母」役。

二人それぞれの単独出演については、安達しほり#出演、よしこさん#出演の項を参照。